# Maria Vancells i Barba
Maria Vancells i Barba (Terrassa, 1900 - Barcelona 1979) fou una pianista catalana nascuda a la capital de Vallès Occidental, Terrassa.
Cresqué en mig d'una família d'artistes ben predisposats per al cultiu de la pintura i la música. El seu pare, Francesc Vancells i Vieta, germà del prestigiós pintor Joaquim Vancells, fou el primer director del cor d'homes sols que crearen un grup d'amics assidus al Cafè Bròquil el qual funcionà com a precursor per al que seria la posterior Escola Coral de Terrassa.
De petita, ja fou prodigi i interpretà peces al piano sense haver rebut lliçons de cap mestre. Ingressà a l'Escola Municipal de Música de Terrassa on destacà com alumna avantatjada. Donà el seu primer concert en públic a l'edat de setze anys on manifestà un ple domini de la tècnica pianística i una gran expressivitat musical. Seguí estudis de perfeccionament a Barcelona i estudià harmonia. També, a edat primerenca, començà a impartir classes a l'Escola Municipal on havia estudiat i més endavant al Conservatori que l'any 1925 fundà Joaquim Pecanins.
Es casà amb 23 anys amb el pintor Marià Espinal i fixà la seva residència a Barcelona. Aquest fet produí que cada cop més s'allunyés de la pràctica i dedicació musical juntament amb una irreversible malaltia de dolor reumàtic a les articulacions de les mans.
Tot i això, mai deixà de tocar el piano i tant ella com els seus familiars més propers mantingueren l'esperança de no perdre de manera total l'habilitat per a interpretar cançons que en el seu moment elevà a la seva màxima expressió i qualitat.
Morí a Barcelona pocs dia abans del seu aniversari, el 14 d'octubre de 1979.